# اشرشیا فرگوسونی
اشرشیا فرگوسونی نوعی گرم منفی، میله‌ای شکل از باکتری است. این باکتری با گونه‌های شناخته شده اشریشیا کلی نیز ارتباط نزدیک دارد، E. fergusonii ابتدا از نمونه‌های خون انسان جدا شد. این گونه به نام میکروبیولوژیست آمریکایی ویلیام فرگوسن نامگذاری شده است. 

## بیماری زایی
برخی از گونه‌های E. fergusonii بیماری‌زا هستند. به عنوان عفونی (آلوده) کننده زخم‌های باز در انسان شناخته شده است و همچنین ممکن است باعث عفونت باکتریایی جریان خون یا عفونت ادراری شود. مشخص شده است که گونه‌های ایجاد کننده این عفونت‌ها در برابر آنتی‌بیوتیک آمپی‌سیلین بسیار مقاوم هستند، اگرچه برخی از آن‌ها در برابر جنتامایسین و کلرامفنیکل نیز مقاوم هستند.  مشخص شده است که یک گونه مقاوم به آنتی‌بیوتیک با بروز عفونت ادراری در یک زن 52 ساله در سال 2008 مرتبط است. 